# るつぼ

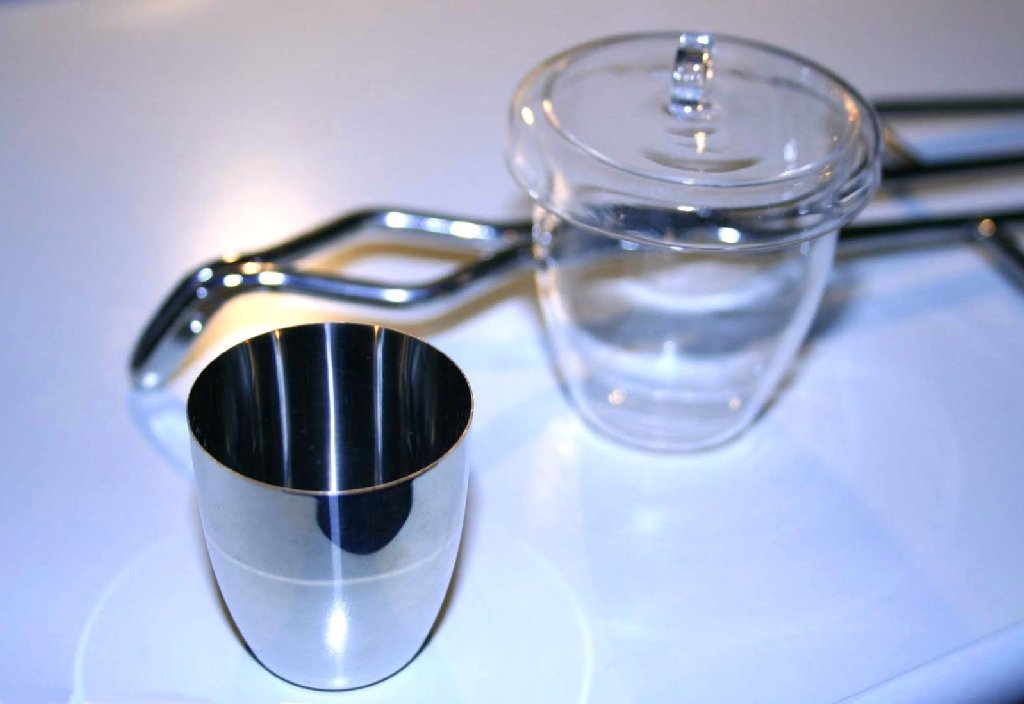
白金製るつぼと溶融石英製マッフルおよびるつぼハサミ

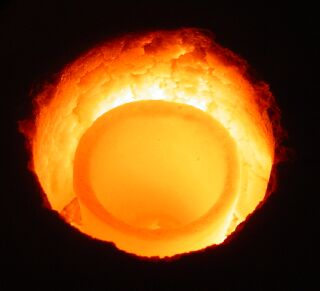
加熱中のるつぼ

るつぼ（坩堝）は、高熱を利用して物質の溶融・合成・保温を行う際に使用する耐熱容器。化学分析では重量分析のほか金属の溶融等に利用される。また、金属加工用の炉にるつぼ炉がある。一般的には湯のみ状の耐熱容器であるが、歴史的には金属加工に用いられた皿形のるつぼなどもある。

## 化学分析
化学分析では重量分析のほか金属の熔融、灼熱、濾過等に利用される。るつぼを保持する道具としてるつぼはさみ（トング）がある。

### 灼熱用・熔融用

#### 素材
素材には白金、金（アルカリ熔融用）、銀（アルカリ熔融用）、ニッケル、鉄、石英、磁器、タンタル、ジルコニウムなどが用いられる。冶金やその研究の場合はアルミナ、ジルコニア、ベリリアなどが用いられる。
厳密には化学分析ではないが、多量の試料の分解、高温実験用のさやるつぼ、電極兼用のるつぼなどには黒鉛が用いられる。

#### 加熱
実験室レベルでの加熱にはブンゼンバーナー・小型電気炉などを用いる。一般のるつぼはガスバーナーで加熱するが、高温になると赤外線の放射量が多くなり、なかなか昇温しないため、マッフルという覆いをつけることが多い。

#### 特徴と注意点
素材の選定にあたっては用途、加熱温度、るつぼ素材からの不純物の影響、耐蝕性、価格などが考慮される。るつぼは高温になると膨張するため、材質によっては割れることがある。特に水で急冷するなどは避けるべきである。
白金るつぼ
分析化学や特殊セラミック製造などの不純物を嫌う分野では白金るつぼが好んで使用されるが、高温下の白金は意外にも化学的安定性に欠けることに留意する必要がある。純白金製のるつぼもあるが機械的に弱いため、銅を2 - 5%添加したものが多い。
フッ素や塩素の雰囲気下で白金を強熱するとハロゲン化合物を生成し、損傷する。また希塩酸と希硝酸の混合物を白金るつぼ中で加熱すると王水と同様の反応が生じ、るつぼが腐食される。さらに、白金るつぼを還元炎で直接加熱した場合は炎中の炭素が白金に溶け込み劣化させることが知られている。同様に、重金属の単体が生じるような反応を加熱させながら行うと白金が合金化して損傷を受ける。白金るつぼは素材の性質上、再生・修理は高額となるので十分注意する必要がある。
石英るつぼ
恒量性がよいが材質上肉厚となるため十分に灼熱できない場合がある。
金るつぼ
金は化学的に安定だが、融点が1064℃と低い。
アルミナるつぼ
アルミナは熱膨張率が大きいため急激に加熱すると破損しやすい。また融液と反応しやすい。
金製や白金製のるつぼは非常に高価で、特に白金製るつぼの価格は科学実験機器のカタログで通例「時価」と掲載されているがこれは材料費が価格のうちの多くを占め、かつ貴金属市場における相場に大きく影響されるためである。

### 濾過るつぼ
濾過用の濾過るつぼには、グーチるつぼやマンローるつぼなどの種類がある。

## るつぼ炉
工業用のるつぼ炉は溶解炉や保温炉として用いられる。
半導体工場用は、石英製の石英るつぼが用いられている。大型のるつぼでは、人が入れるほどのサイズの物もある。
光学ガラスの融解にはかつてセラミックス製のものが用いられたが、微量不純物の混入を嫌って現在では白金製のものが用いられている。